# 北京市司法局
39°54′18″N 116°43′01″E / 39.904926°N 116.716834°E
北京市司法局是北京市人民政府的组成部门、主管北京市司法行政工作的省级司法行政机关。现任局长崔杨，党委书记苗林。
中国共产党北京市委员会全面依法治市委员会在北京市司法局设有办事机构中国共产党北京市委员会全面依法治市委员会办公室（简称中共北京市委依法治市办）。

## 下设机构
- 市委依法治市办秘书处
- 办公室
- 法治调研处
- 法治督察处
- 立法一处
- 立法二处
- 立法三处
- 立法四处
- 规范性文件审查处
- 行政复议应诉综合处
- 行政复议立案处（北京市人民政府行政复议接待室）
- 行政复议一处
- 行政复议二处
- 行政应诉处
- 行政执法协调监督处
- 监狱戒毒工作处
- 社区矫正管理处（北京市人民政府社区矫正工作办公室）
- 普法与依法治理处
- 人民参与和促进法治处
- 调解工作处
- 行政审批处
- 公共法律服务管理处
- 律师工作处
- 公证工作处
- 法律职业资格管理处
- 信息技术处
- 装备财务保障处
- 人事警务处
- 机关党委（党建工作处）
- 机关纪委（党委巡查工作办公室）
- 工会
- 离退休干部处

## 直属机构
- 北京市法律援助中心（北京市公共法律服务中心）
- 北京市司法局政府法治研究中心
- 北京市法律职业资格考试中心
- 北京市律师协会秘书处
- 北京市长安公证处
- 北京市方圆公证处